# Avenida Brasil (Cascavel)
A Avenida Brasil é a principal via da cidade paranaense de Cascavel. Com largura de 70 metros e 12 quilômetros de comprimento, conta com duas faixas de rolamento e um canteiro central em toda a sua extensão, no qual encontra-se uma ciclovia, passeio, ajardinamento, parques infantis, espaços esportivos e academias ao ar livre.

## Histórico
O município de Cascavel nasceu num grande entroncamento de vias. A principal delas é a rodovia federal BR-277, à margem da qual a cidade teve uma rápida expansão. 
Na década de 1960, com o asfaltamento da então denominada "grande estrada" , que liga o litoral paranaense a Foz do Iguaçu, optou-se por construir um desvio do trecho que passava pela área central de Cascavel. O traçado remanescente deu origem à Avenida Brasil e à Avenida Tancredo Neves. Seu início ocorre no Viaduto Cataratas, no entroncamento das rodovias BR-277, BR-467 e BR-369, atravessando a cidade de leste a oeste, finalizando na Avenida Tito Muffato, no bairro Santa Cruz, já próxima da rodovia BR-163.
Foi concebida com as características urbanísticas de Brasília, com seus eixos  monumentais e  a  valorização do automóvel. Os canteiros centrais foram originalmente destinados a estacionamentos, intercalados com paisagismo de vegetação nativa. Além disso, têm largas calçadas, planejadas para suportar o crescimento populacional por décadas. 

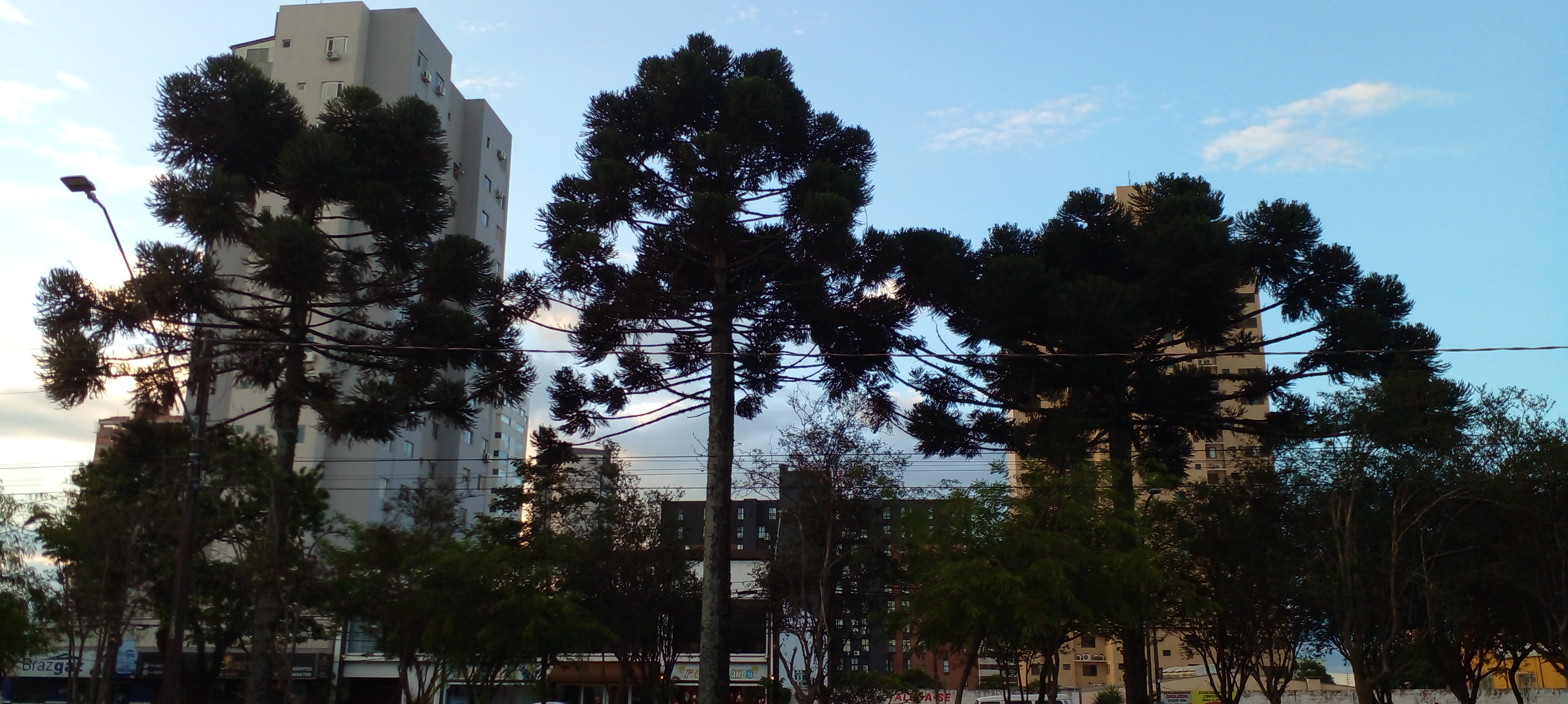
Araucárias no canteiro central da Avenida Brasil

Desta forma, os veículos pesados não eram obrigados a trafegar pela área urbana, o que possibilitou um processo de adensamento ao seu redor, tornando-a espinha dorsal da cidade. 
No início da década de 1990, ocorreu a primeira grande intervenção, com o estreitamento das faixas de rolamento e ampliação das calçadas, o que durou pouco tempo, por afogar o trânsito. Em 2016, deu-se a segunda reforma, denominada Plano de Desenvolvimento Integrado, que devolveu à via seu traçado reto original, porém prestigiando o transporte coletivo, as ciclovias, o ajardinamento e os espaços de lazer, como parques infantis e academias ao ar livre.

## Características
A Avenida Brasil é uma via com 70 metros de largura e 12 quilômetros de extensão, com duas faixas de rolamento em asfalto, separadas por um canteiro central, no qual encontram-se artes de paisagismo, calçadas, ciclovias, parques, praças, academias ao ar livre e algumas áreas de estacionamento. 
Corta a cidade no sentido leste-oeste. Seguindo seu traçado, ruas paralelas e perdendiculares foram projetadas.

## Principais estruturas
Além do comércio, com lojas e centros de compras, hoteís e restaurantes, a Avenida Brasil é o endereço de alguns dos principais pontos conhecidos de Cascavel, como a Praça do Migrante, Praça da Bíblia, Praça Getúlio Vargas, Praça Itália, Praça Japão e Catedral Metropolitana. 

## Futura ampliação
A Avenida Brasil será ampliada no sentido oeste, em mais 4.700 metros, até a rodovia BR-163, totalizando 16,7 quilômetros. As características serão idênticas ao traçado da via.

## Ver também

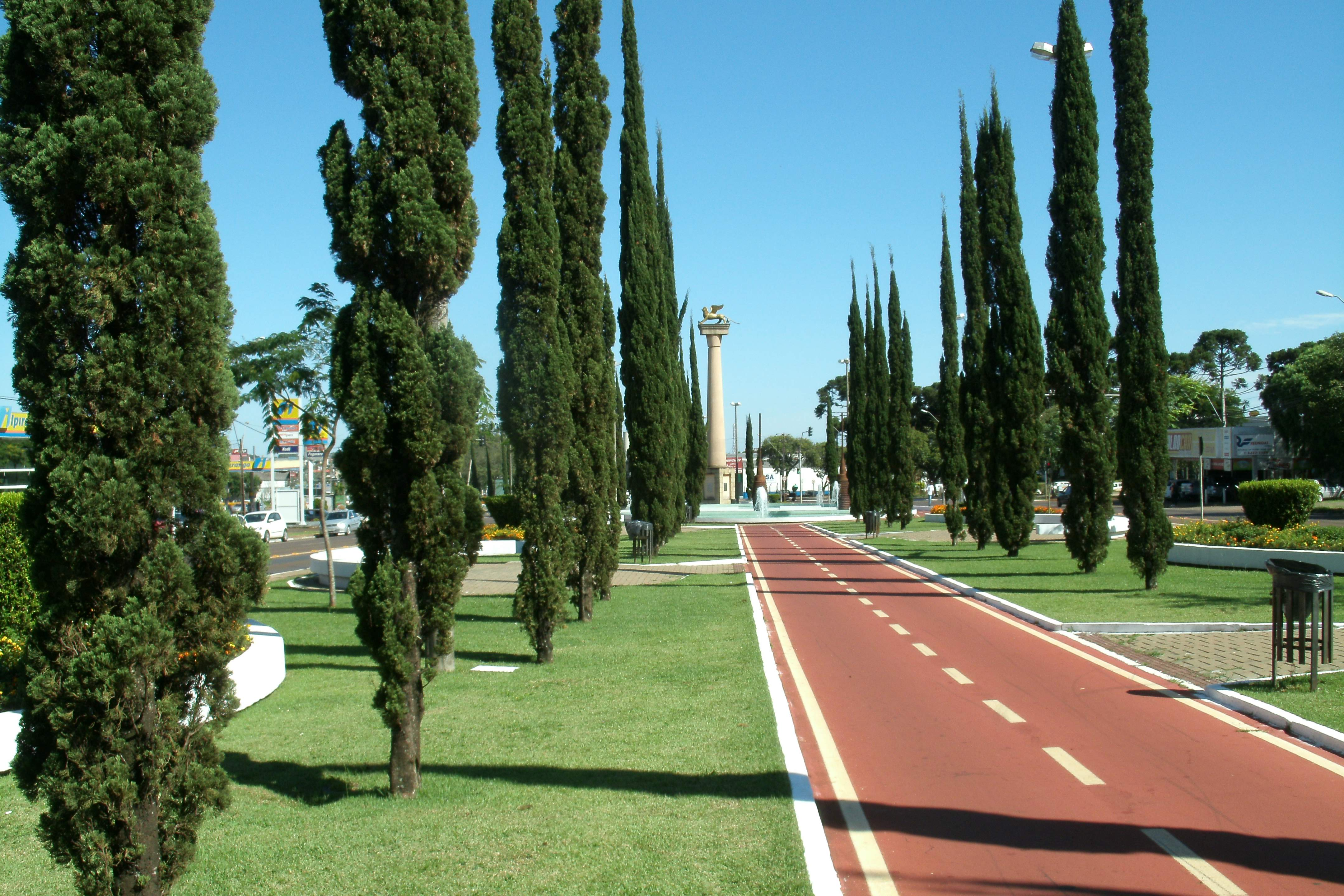
Ciclovia no canteiro central
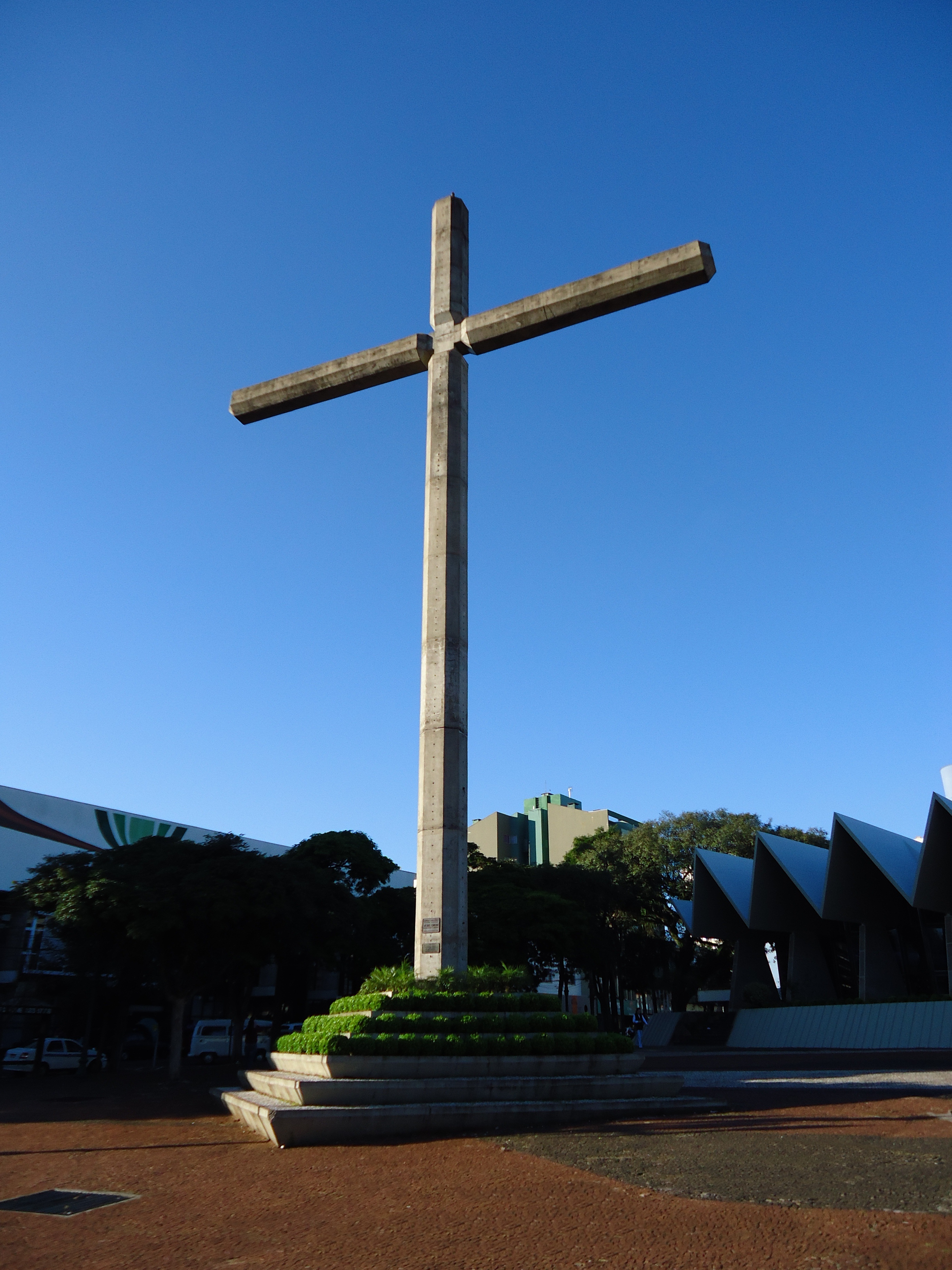
Praça da Catedral
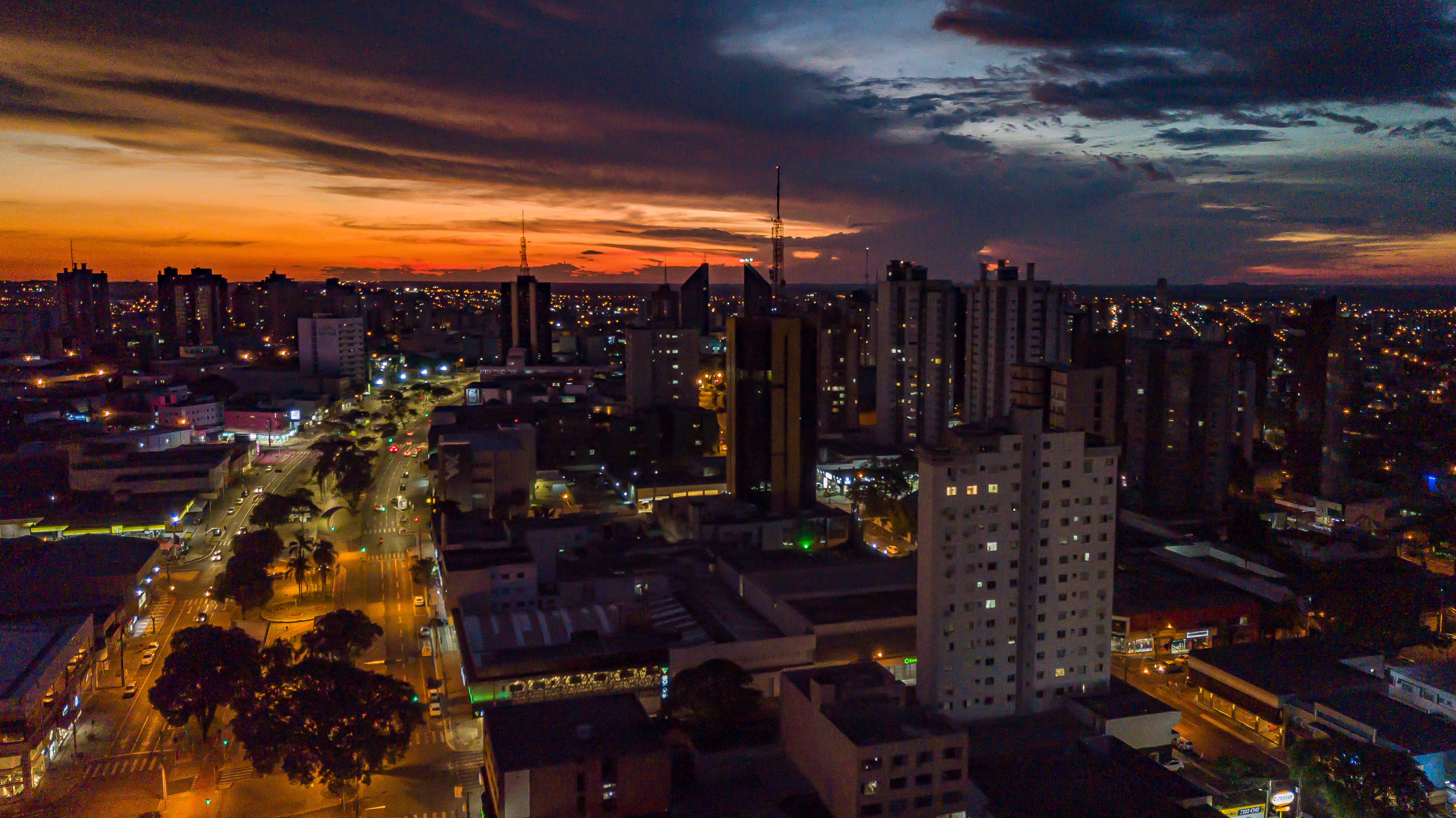
Região central da cidade
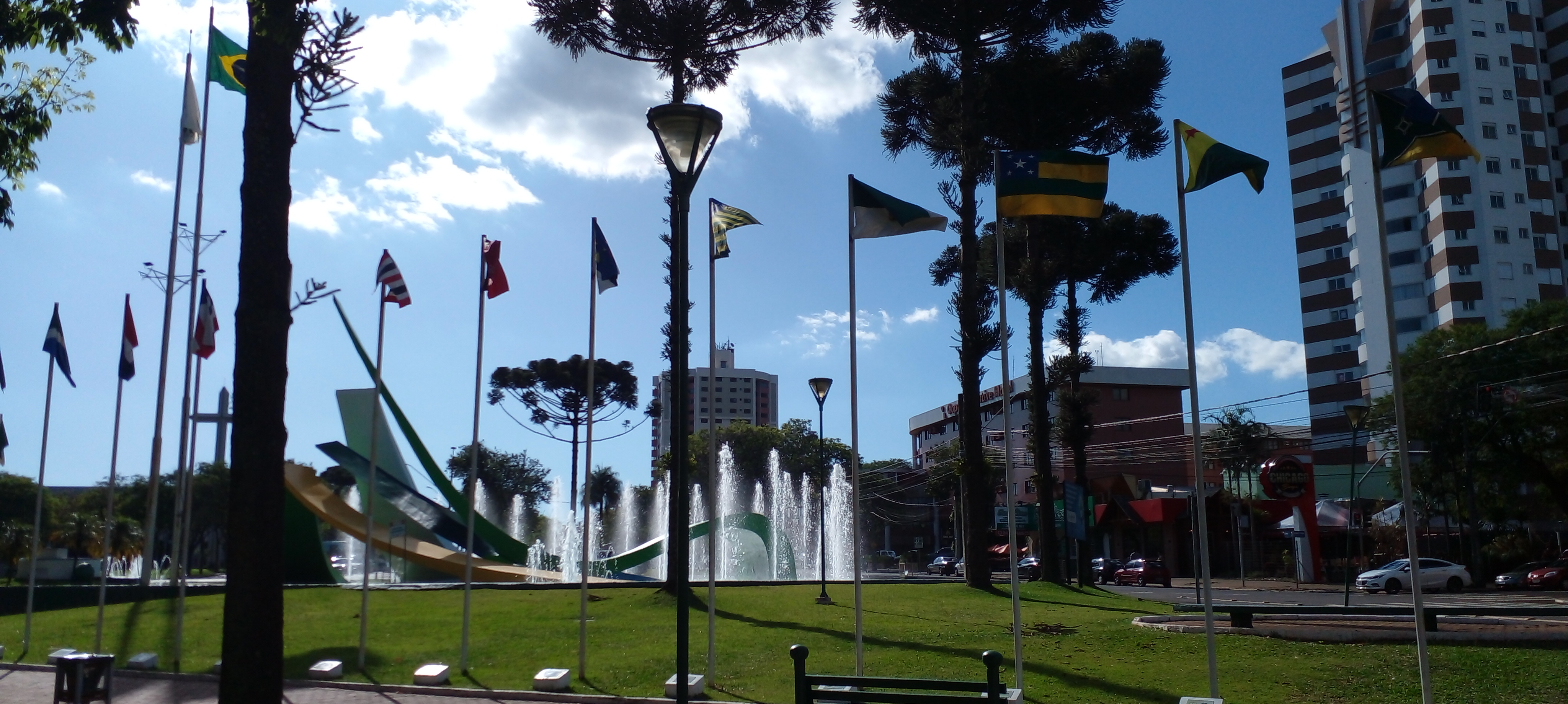
Vista térrea da Praça do Migrante
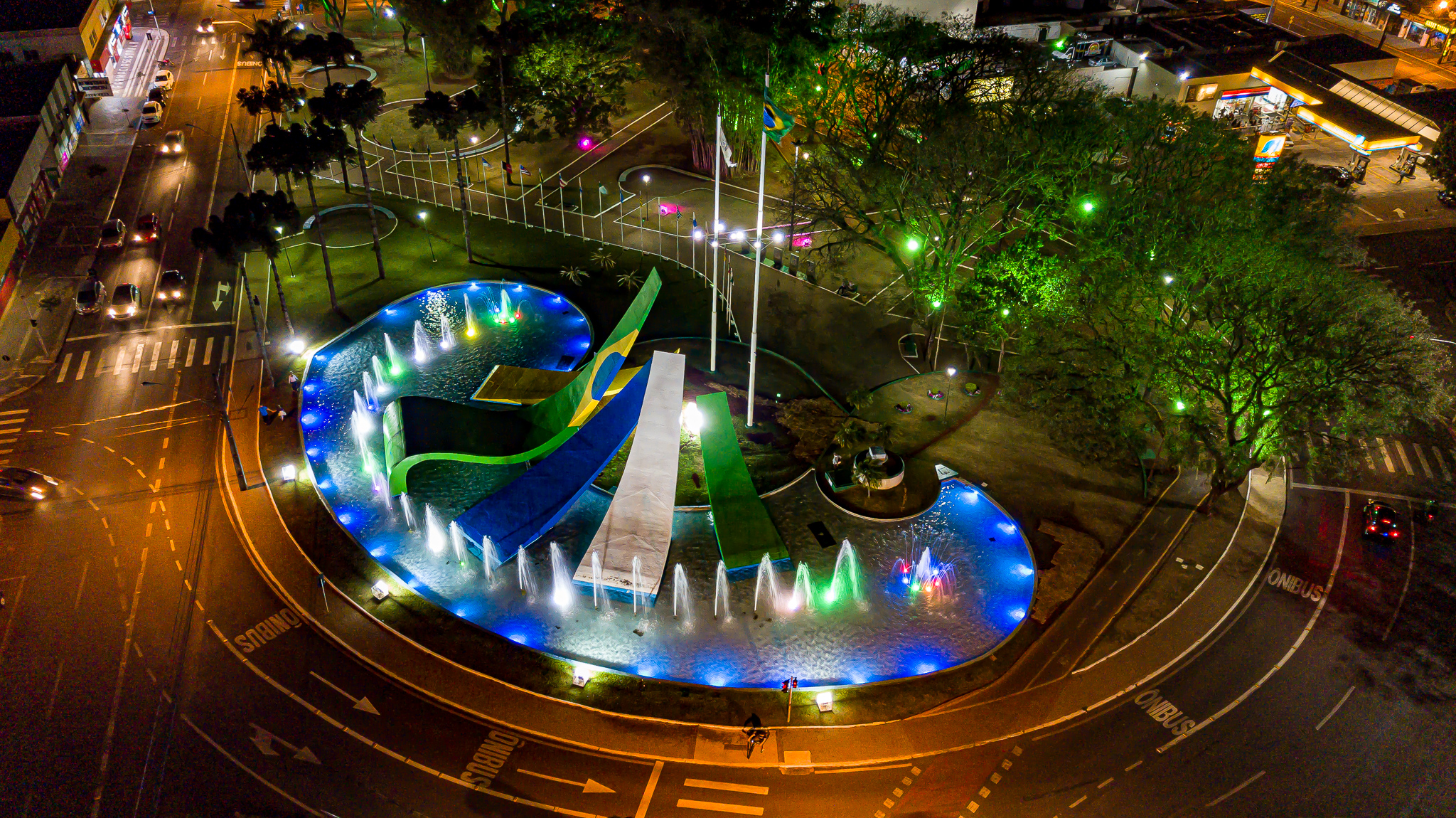
Praça do Migrante